# Chwałowa Góra
Chwałowa Góra – wzgórze, wzniesienie, położone w obrębie Wzgórz Trzebnickich, w mikroregionie Grzbietu Trzebnickiego. Jest jednym z wierzchołków Baraniego Masywu. Znajduje się w gminie Prusice. Punkt główny wzniesienia zagospodarowany jest jako użytki rolne, choć północno-wschodni skłon pokryty jest lasem. Jego wierzchołek położony jest na wysokości bezwzględnej wynoszącej 173,0 m n.p.m.

## Położenie i otoczenie
Chwałowa Góra jest częścią Wzgórz Trzebnickich, będących mezoregionem o identyfikatorze 318.44 (według regionalizacji fizycznogeograficznej opracowanej przez Jerzego Kondrackiego), należących do Wału Trzebnickiego (makroregion o indeksie 318.4). W ramach tych Wzgórz Trzebnickich wyróżnia się także mikroregion, obejmujący Chwałowa Góra – Grzbiet Trzebnicki (mikroregion o indeksie 318.444), która w jego obrębie jest jednym z wierzchołków Baraniego Masywu. Masyw ten leży w jego północno-zachodniej części Grzbietu Trzebnickiego. Pod względem regionalizacji przyrodniczo-leśnej wzgórze położone jest w mezoregionie Wzgórz Trzebnicko-Ostrzeszowskich. Pod względem administracji leśnej podlega nadleśnictwu Oborniki Śląskie, leśnictwo Osolin.
Natomiast pod względem podziału administracyjnego wzniesienie jest położone na terenie gminy Prusice, w obrębie ewidencyjnym Świerzów. Gmina ta przynależy do powiatu Trzebnickiego w województwie dolnośląskim. Wierzchołek leży w pobliżu drogi łączącej Golę (położoną na północ od wierzchołka) i Świerzów (położony na południe od wierzchołka).

## Charakterystyka
Chwałowa Góra jest jednym z kilku wierzchołków położonych w Baranim Masywie. Najwyższy punkt Wilkowskiej Góry osiąga wysokość bezwzględną wynoszącą 173,0 m n.p.m. Wzniesienie pokryte jest użytkami rolnymi, z wyłączeniem północno-wschodniego skłonu, na którym znajduje się niewielki las. Jest to las gospodarczy klasyfikowany w różnych fragmentach jako las mieszany świeży oraz jako las świeży. W drzewostanie znajdują się takie gatunki drzew jak sosna zwyczajna, topola osika, dąb, brzoza brodawkowata, robinia akacjowa, świerk pospolity, a miejscowo także lipa drobnolistna, czereśnia pospolita, modrzew europejski, grusza pospolita, dąb czerwony. W podszycie zaś występują oprócz niektórych wyżej wykazanych drzew, takie gatunki takie jak czeremcha pospolita, śliwa tarnina, głóg jednoszyjkowy, czeremcha pospolita, bez czarny, jarząb pospolity, kruszyna pospolita. Na wschód od wierzchołka, w jego pobliżu, przebiega droga łącząca Golę i Świerzów. Po wschodniej stronie drogi, w kierunku północnym od wierzchołka, na mapach wskazywana jest także kota o wysokości bezwzględnej wynoszącej 168,3 m n.p.m.

## Nazwa
Nazwa własna – Chwałowa Góra – jest nazwą urzędową. Została ustalona i ujęta w państwowym rejestrze nazw geograficznych na podstawie Zarządzenia nr 70 z dnia 30 marca 1954 r. wydanego przez Prezesa Rady Ministrów (Monitor Polski z 1954 nr 38, poz. 516). Odnosi się ona do ukształtowania terenu należącego do rodzaju wzgórza, wzniesienia. W rejestrze tym przypisano jej identyfikator: PRNG – 206511, identyfikator IIP – PL.PZGiK.320.NGRP.206511. Podaje on następujące współrzędne geograficzne punktu głównego masywu: szerokość geograficzna – 51°20'36" N, długość geograficzna – 16°56'13" E. W rejestrze tym jest ważna od 12.02.2015 r.
W czasie przynależności tego obszaru do Niemiec wzniesienie nosiło nazwę Quall Berg.